# Steeton (Yorkshire du Nord)
Steeton est une paroisse civile du Yorkshire du Nord, en Angleterre.